# Sékou Koïta
Sékou Koïta (Kita, 28 novembre 1999) è un calciatore maliano, attaccante del Gençlerbirliği in prestito dal CSKA Mosca e della nazionale maliana.

## Caratteristiche tecniche
Attaccante veloce e potente a dispetto di una statura non elevata, può essere impiegato sia come prima o seconda punta che come esterno offensivo su entrambe le fasce. Calciatore di piede mancino, molto preparato dal punto di vista tecnico, abile nel tiro di prima intenzione, calcia bene dalla media distanza ed è dotato di un'ottima reattività.
Nel 2016 è stato inserito nella lista dei migliori sessanta calciatori nati nel 1999 stilata da The Guardian.

## Carriera

### Club

#### Liefering e Wolfsberger
La sua carriera da professionista ha inizio in Austria nel 2018 con il club del Liefering, dove Koïta segna solo due reti, nel pareggio per 1-1 contro il SV Ried e nella vittoria per 3-0 ai danni del Juniors OÖ. Nel 2019 debutta nella Bundesliga, la massima divisione calcistica austriaca, il primo gol lo segna pareggiando per 2-2 contro l'Admira Wacker, realizza la rete del 4-0 vincendo contro il St. Pölten, l'ultimo gol lo segna contro lo Sturm Graz vincendo per 2-1.

#### Salisburgo
A partire dal 2019 milita nel Salisburgo, vince la Coppa d'Austria segnando una doppietta negli ottavi di finale vincendo per 5-0 contro l'ASK Ebreichsdorf, con lo stesso risultato si conclude la finale contro l'Austria Lustenau dove Koïta sigla l'ultima rete. Durante il campionato segna un gol contro il St. Pölten, l'Altach e il TSV Hartberg con tutti i match che si concludono con il risultato di 6-0, inoltre con due reti e due assist vincenti è l'uomo partita nel successo per 4-1 contro l'Austria Vienna.
Nell'edizione 2020-2021 del campionato il Salisburgo conquista il titolo con Koïta che realizza quattordici gol, il primo battendo per 3-1 il Wolfsberger AC, segna una doppietta battendo sia il TSV Hartberg per 7-1 che il WSG Tirol per 5-0, inoltre è autore di una tripletta nella goleada che si è conclusa per 7-1 contro il St. Pölten, tuttavia nella seconda metà del campionato è stato squalificato per tre mesi dopo essere risultato positivo ad un test antidoping effettuato dall'UEFA. Assieme a lui è stato squalificato anche il compagno di nazionale e di club Mohamed Camara. La sanzione è stata tenue perché il Salisburgo nell'occasione ha dichiarato che il fatto non era intenzionale, in quanto entrambi i giocatori avevano seguito le istruzioni del medico della nazionale maliana.
Segna sei reti nell'edizione 2021-2022 vinto ancora dal Salisburgo, realizza il primo gol sconfiggendo per 3-2 l'Altach, la doppietta di Koïta decide la vittoria su 2-1 contro il Rapid Vienna inoltre segna un gol vincendo per 2-0 contro il SV Ried e il LASK. Vince pure l'edizione successiva del campionato dove segna otto gol, gli ultimi il 19 maggio 2024 con due reti sconfiggendo il LASK per 7-1

#### CSKA Mosca e prestito in Turchia
Dopo 5 anni al Salisburgo, il 9 luglio 2024, passa ufficialmente al CSKA Mosca, firmando un contratto triennale.
Il 20 agosto 2025 passa in prestito ai turchi del Gençlerbirligi.

### Nazionale
Koïta gioca con la nazionale Under-17 del Mali nella Coppa d'Africa di categoria che si è tenuta nel 2015 vincendola, segna una rete nella semifinale vincendo per 2-1 contro la Guinea. Gioca nella Coppa del Mondo Under-17 vincendo la medaglia d'argento, nei quarti di finale Koïta con il suo gol decide la vittoria su 1-0 ai danni della Croazia, mentre in semifinale segna la rete del 3-1 battendo il Belgio.
Partecipa al Mondiale Under-20 nel 2019, in un match molto combattuto contro l'Arabia Saudita, Koïta si rivela determinante con un gol e due assist vincenti consentendo alla squadra di vincere in rimonta per 4-3, negli ottavi di finale il Mali viene osteggiato dall'Argentina, Koïta è fondamentale durante la partita mentre la propria squadra è in svantaggio sullo scadere del secondo tempo supplementare calcia di punizione fornendo al proprio compagno Aboubacar Konté l'assist con cui quest'ultimo segna il gol del 2-2, e il Mali vince per 5-4 ai rigori dove Koïta è il terzo giocatore della squadra a segnare dagli undici metri, l'ultima rete la insacca nei quarti di finale perdendo per 4-2 contro l'Italia.
Esordisce con la nazionale maggiore il 19 gennaio 2016 durante il campionato delle nazioni africane contro l'Uganda dove Koïta segna un gol pareggiando per 2-2. Il 17 novembre 2020 realizza la sua prima rete in una vittoria contro la Namibia prevalendo per 2-1.
Partecipa nel 2024 alla Coppa d'Africa durante la partita che il Mali ha vinto per 2-0 contro il Sudafrica, Koïta tira di punizione in porta e anche se il portiere avversario Ronwen Williams riesce a parare il tiro ciò permette a Hamari Traoré di segnare in tap-in il primo gol del match.

## Statistiche

### Presenze e reti nei club
Statistiche aggiornate al 9 luglio 2024.
| Stagione          | Club              | Campionato        | Campionato | Campionato | Coppe nazionali | Coppe nazionali | Coppe nazionali | Coppe continentali | Coppe continentali | Coppe continentali | Altre coppe | Altre coppe | Altre coppe | Totale | Totale |
| Stagione          | Club              | Comp              | Pres       | Reti       | Comp            | Pres            | Reti            | Comp               | Pres               | Reti               | Comp        | Pres        | Reti        | Pres   | Reti   |
| ----------------- | ----------------- | ----------------- | ---------- | ---------- | --------------- | --------------- | --------------- | ------------------ | ------------------ | ------------------ | ----------- | ----------- | ----------- | ------ | ------ |
| 2017-2018         | Liefering         | 2.BL              | 6          | 1          | CA              | 0               | 0               | -                  | -                  | -                  | -           | -           | -           | 6      | 1      |
| 2018-gen.2019     | Liefering         | 2.BL              | 9          | 1          | CA              | 0               | 0               | -                  | -                  | -                  | -           | -           | -           | 9      | 1      |
| Totale Liefering  | Totale Liefering  | Totale Liefering  | 15         | 2          |                 | 0               | 0               |                    | -                  | -                  |             | -           | -           | 15     | 2      |
| gen.-giu. 2019    | Wolfsberger       | BL                | 14         | 5          | CA              | 0               | 0               | -                  | -                  | -                  | -           | -           | -           | 14     | 5      |
| 2019-2020         | Salisburgo        | BL                | 16         | 8          | CA              | 4               | 3               | UCL+UEL            | 1+2                | 0+0                | -           | -           | -           | 23     | 11     |
| 2020-2021         | Salisburgo        | BL                | 17         | 14         | CA              | 4               | 3               | UCL                | 8                  | 0                  | -           | -           | -           | 29     | 17     |
| 2021-2022         | Salisburgo        | BL                | 2          | 1          | CA              | 0               | 0               | UCL                | -                  | -                  | -           | -           | -           | 2      | 1      |
| 2022-2023         | Salisburgo        | BL                | 22         | 6          | CA              | 2               | 0               | UCL+UEL            | 2+2                | 0+0                | -           | -           | -           | 28     | 6      |
| 2023-2024         | Salisburgo        | BL                | 19         | 8          | CA              | 3               | 0               | UCL                | 2                  | 0                  | -           | -           | -           | 24     | 8      |
| Totale Salisburgo | Totale Salisburgo | Totale Salisburgo | 76         | 37         |                 | 13              | 6               |                    | 17                 | 0                  |             | -           | -           | 106    | 43     |
| Totale Carriera   | Totale Carriera   | Totale Carriera   | 105        | 44         |                 | 13              | 6               |                    | 17                 | 0                  |             | -           | -           | 135    | 50     |

### Cronologia presenze e reti in nazionale
| Cronologia completa delle presenze e delle reti in nazionale ― Mali | Cronologia completa delle presenze e delle reti in nazionale ― Mali | Cronologia completa delle presenze e delle reti in nazionale ― Mali | Cronologia completa delle presenze e delle reti in nazionale ― Mali | Cronologia completa delle presenze e delle reti in nazionale ― Mali | Cronologia completa delle presenze e delle reti in nazionale ― Mali | Cronologia completa delle presenze e delle reti in nazionale ― Mali | Cronologia completa delle presenze e delle reti in nazionale ― Mali |
| Data                                                                | Città                                                               | In casa                                                             | Risultato                                                           | Ospiti                                                              | Competizione                                                        | Reti                                                                | Note                                                                |
| ------------------------------------------------------------------- | ------------------------------------------------------------------- | ------------------------------------------------------------------- | ------------------------------------------------------------------- | ------------------------------------------------------------------- | ------------------------------------------------------------------- | ------------------------------------------------------------------- | ------------------------------------------------------------------- |
| 19-1-2016                                                           | Gisenyi                                                             | Mali                                                                | 2 – 2                                                               | Uganda                                                              | CHAN 2016 - 1º turno                                                | 1                                                                   |                                                                     |
| 23-1-2016                                                           | Gisenyi                                                             | Zimbabwe                                                            | 0 – 1                                                               | Mali                                                                | CHAN 2016 - 1º turno                                                | -                                                                   |                                                                     |
| 27-1-2016                                                           | Kigali                                                              | Zambia                                                              | 0 – 0                                                               | Mali                                                                | CHAN 2016 - 1º turno                                                | -                                                                   |                                                                     |
| 31-1-2016                                                           | Kigali                                                              | Tunisia                                                             | 1 – 2                                                               | Mali                                                                | CHAN 2016 - Quarti di finale                                        | -                                                                   | 89’                                                                 |
| 4-2-2016                                                            | Kigali                                                              | Mali                                                                | 1 – 0                                                               | Costa d'Avorio                                                      | CHAN 2016 - Semifinale                                              | -                                                                   |                                                                     |
| 7-2-2016                                                            | Kigali                                                              | RD del Congo                                                        | 3 – 0                                                               | Mali                                                                | CHAN 2016 - Finale                                                  | -                                                                   | 64’                                                                 |
| 14-6-2019                                                           | Al Wakrah                                                           | Camerun                                                             | 1 – 1                                                               | Mali                                                                | Amichevole                                                          | -                                                                   |                                                                     |
| 16-6-2019                                                           | Doha                                                                | Algeria                                                             | 3 – 2                                                               | Mali                                                                | Amichevole                                                          | -                                                                   |                                                                     |
| 2-7-2019                                                            | Ismailia                                                            | Angola                                                              | 0 – 1                                                               | Mali                                                                | Coppa d'Africa 2019 - 1º turno                                      | -                                                                   |                                                                     |
| 13-10-2019                                                          | Port Elizabeth                                                      | Sudafrica                                                           | 2 – 1                                                               | Mali                                                                | Amichevole                                                          | 1                                                                   |                                                                     |
| 14-11-2019                                                          | Bamako                                                              | Mali                                                                | 2 – 2                                                               | Guinea                                                              | Qual. Coppa d'Africa 2021                                           | -                                                                   |                                                                     |
| 17-11-2019                                                          | N'Djamena                                                           | Ciad                                                                | 0 – 2                                                               | Mali                                                                | Qual. Coppa d'Africa 2021                                           | -                                                                   |                                                                     |
| 13-11-2020                                                          | Bamako                                                              | Mali                                                                | 1 – 0                                                               | Namibia                                                             | Qual. Coppa d'Africa 2021                                           | -                                                                   |                                                                     |
| 17-11-2020                                                          | Windhoek                                                            | Namibia                                                             | 1 – 2                                                               | Mali                                                                | Qual. Coppa d'Africa 2021                                           | 1                                                                   |                                                                     |
| 6-6-2021                                                            | Blida                                                               | Algeria                                                             | 1 – 0                                                               | Mali                                                                | Amichevole                                                          | -                                                                   |                                                                     |
| 11-6-2021                                                           | Tunisi                                                              | Mali                                                                | 1 – 1                                                               | RD del Congo                                                        | Amichevole                                                          | -                                                                   |                                                                     |
| 15-6-2021                                                           | Radès                                                               | Tunisia                                                             | 1 – 0                                                               | Mali                                                                | Amichevole                                                          | -                                                                   |                                                                     |
| 4-6-2022                                                            | Bamako                                                              | Mali                                                                | 4 – 0                                                               | Rep. del Congo                                                      | Qual. Coppa d'Africa 2023                                           | -                                                                   | 81’                                                                 |
| 9-6-2022                                                            | Kampala                                                             | Sudan del Sud                                                       | 1 – 3                                                               | Mali                                                                | Qual. Coppa d'Africa 2023                                           | 1                                                                   | 90’                                                                 |
| 26-9-2022                                                           | Bamako                                                              | Mali                                                                | 0 – 0                                                               | Zambia                                                              | Amichevole                                                          | -                                                                   |                                                                     |
| 24-3-2023                                                           | Bamako                                                              | Mali                                                                | 2 – 0                                                               | Gambia                                                              | Qual. Coppa d'Africa 2023                                           | -                                                                   | 34’ 77’                                                             |
| 28-3-2023                                                           | Casablanca                                                          | Gambia                                                              | 1 – 0                                                               | Mali                                                                | Qual. Coppa d'Africa 2023                                           | -                                                                   |                                                                     |
| 18-6-2023                                                           | Brazzaville                                                         | Rep. del Congo                                                      | 0 – 2                                                               | Mali                                                                | Qual. Coppa d'Africa 2023                                           | -                                                                   | 51’                                                                 |
| 12-9-2023                                                           | Abidjan                                                             | Costa d'Avorio                                                      | 0 – 0                                                               | Mali                                                                | Amichevole                                                          | -                                                                   |                                                                     |
| 6-1-2024                                                            | Bamako                                                              | Mali                                                                | 6 – 2                                                               | Guinea-Bissau                                                       | Amichevole                                                          | -                                                                   | 46’                                                                 |
| 16-1-2024                                                           | Korhogo                                                             | Mali                                                                | 2 – 0                                                               | Sudafrica                                                           | Coppa d'Africa 2023 - 1º turno                                      | -                                                                   | 87’                                                                 |
| 20-1-2024                                                           | Korhogo                                                             | Tunisia                                                             | 1 – 1                                                               | Mali                                                                | Coppa d'Africa 2023 - 1º turno                                      | -                                                                   | 70’                                                                 |
| 30-1-2024                                                           | Korhogo                                                             | Mali                                                                | 2 – 1                                                               | Burkina Faso                                                        | Coppa d'Africa 2023 - Ottavi di finale                              | -                                                                   | 74’                                                                 |
| 6-9-2024                                                            | Bamako                                                              | Mali                                                                | 1 – 1                                                               | Mozambico                                                           | Qual. Coppa d'Africa 2025                                           | -                                                                   | 63’                                                                 |
| 10-9-2024                                                           | Mbombela                                                            | eSwatini                                                            | 0 – 1                                                               | Mali                                                                | Qual. Coppa d'Africa 2025                                           | -                                                                   | 66’                                                                 |
| 11-10-2024                                                          | Bamako                                                              | Mali                                                                | 1 – 0                                                               | Guinea-Bissau                                                       | Qual. Coppa d'Africa 2025                                           | -                                                                   | 59’                                                                 |
| 15-10-2024                                                          | Bissau                                                              | Guinea-Bissau                                                       | 0 – 0                                                               | Mali                                                                | Qual. Coppa d'Africa 2025                                           | -                                                                   | 62’                                                                 |
| 15-11-2024                                                          | Maputo                                                              | Mozambico                                                           | 0 – 1                                                               | Mali                                                                | Qual. Coppa d'Africa 2025                                           | -                                                                   | 79’                                                                 |
| 19-11-2024                                                          | Bamako                                                              | Mali                                                                | 6 – 0                                                               | eSwatini                                                            | Qual. Coppa d'Africa 2025                                           | -                                                                   | 40’                                                                 |
| 20-3-2025                                                           | Berkane                                                             | Comore                                                              | 0 – 3                                                               | Mali                                                                | Qual. Mondiali 2026                                                 | -                                                                   | 72’                                                                 |
| Totale                                                              |                                                                     | Presenze                                                            | 35                                                                  |                                                                     | Reti                                                                | 4                                                                   |                                                                     |

## Palmarès

### Club

#### Competizioni nazionali
- Campionato austriaco: 4

Salisburgo: 2019-2020, 2020-2021, 2021-2022, 2022-2023
- Coppa d'Austria: 2

Salisburgo: 2019-2020, 2020-2021
- Coppa di Russia: 1

CSKA Mosca: 2024-2025
- Supercoppa di Russia: 1

CSKA Mosca: 2025

### Nazionale
- Coppa d'Africa Under-17: 1

2015
- Coppa d'Africa Under-20: 1

2019